# Пітер Вандеркаай
Пітер Вандеркаай  (англ. Peter Vanderkaay, 12 лютого 1984) — американський плавець, олімпійський чемпіон.

## Виступи на Олімпіадах
| Олімпіада   | Дисципліна                             | Місце |
| ----------- | -------------------------------------- | ----- |
| Афіни 2004  | естафета 4 × 200 вільним стилем        | 1     |
| Пекін 2008  | плавання на 200 метрів вільним стилем  | 3     |
| Пекін 2008  | плавання на 400 метрів вільним стилем  | 4     |
| Пекін 2008  | плавання на 1500 метрів вільним стилем | 11    |
| Пекін 2008  | естафета 4 × 200 вільним стилем        | 1     |
| Лондон 2012 | плавання на 400 метрів вільним стилем  | 3     |